# Обитічна Коса (заказник)
Обиті́чна Коса́ — ландшафтний заказник загальнодержавного значення. Розташований у Приморському районі Запорізької області, на південний захід від міста Приморська.
Площа природоохоронної території 8863 га (суходіл — 1532 га; морська акваторія — 7331 га). Статус надано з 1980 р.
Заказник створено з метою відтворення і відновлення запасів цінних риб і орнітофауни. Охороняється коса тієї ж назви (див. Обитічна коса) з прилеглою акваторією Азовського моря.
Заказник належить до переліку природно-заповідних територій, особливо важливих для збереження біорізноманіття Запорізької області.

## Природні особливості

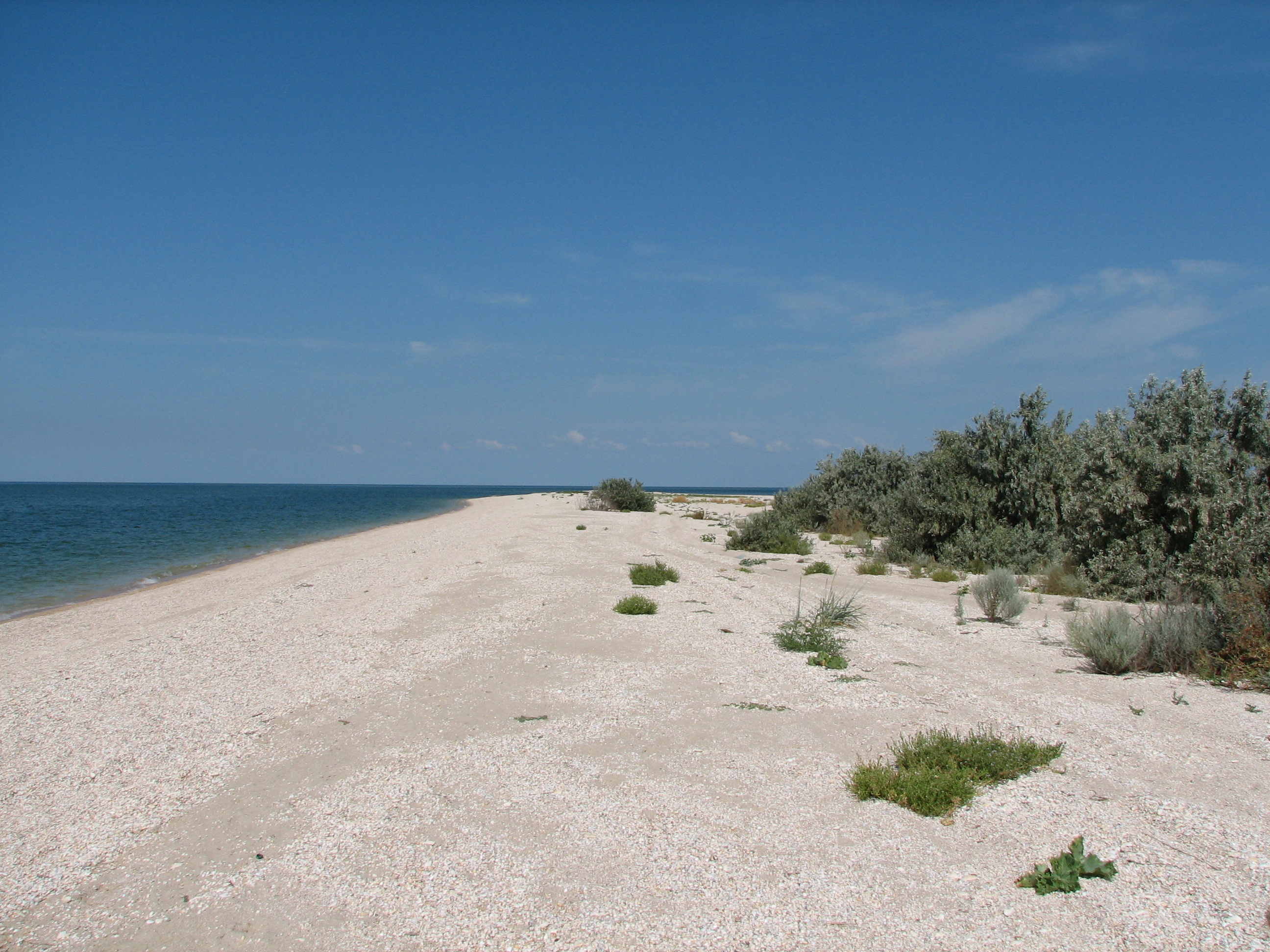

### Опис
Коса вдається в море на 30 км між Обитічною затокою та Бердянською затокою. Західний берег коси дуже розчленований мілкими та вузькими затоками, східний — прямолінійний. Поверхня коси — слабкохвиляста рівнина, що піднімається над рівнем моря на 1,5—2 м. Складається з піску та черепашок. Спостерігається поступове зниження коси із сходу на захід. Характерний дюнний рельєф. 
У центральній частині коси — мілкі невеликі солоні озера. У період осінніх і весняних штормів значна частина прибережних відмілин затоплюється, у вузьких місцях коси (до 8 м) виникають тимчасові протоки. При середній частині коси, з її західного боку, є кілька острівців.  

### Флора і фауна
Переважає піщано-степова, прибережно-водна та галофітна рослинність, навколо озер — зарості осок, ситника та очерету південного. Флора заказника налічує близько 500 видів судинних рослин, з них понад 20 ендеміків (волошка одеська, ситник Фоміна, люцерна Котова тощо). У підвищеній східній частині коси поширена піщано-степова рослинність, а в більш зниженій західній — лучна та галофітна .

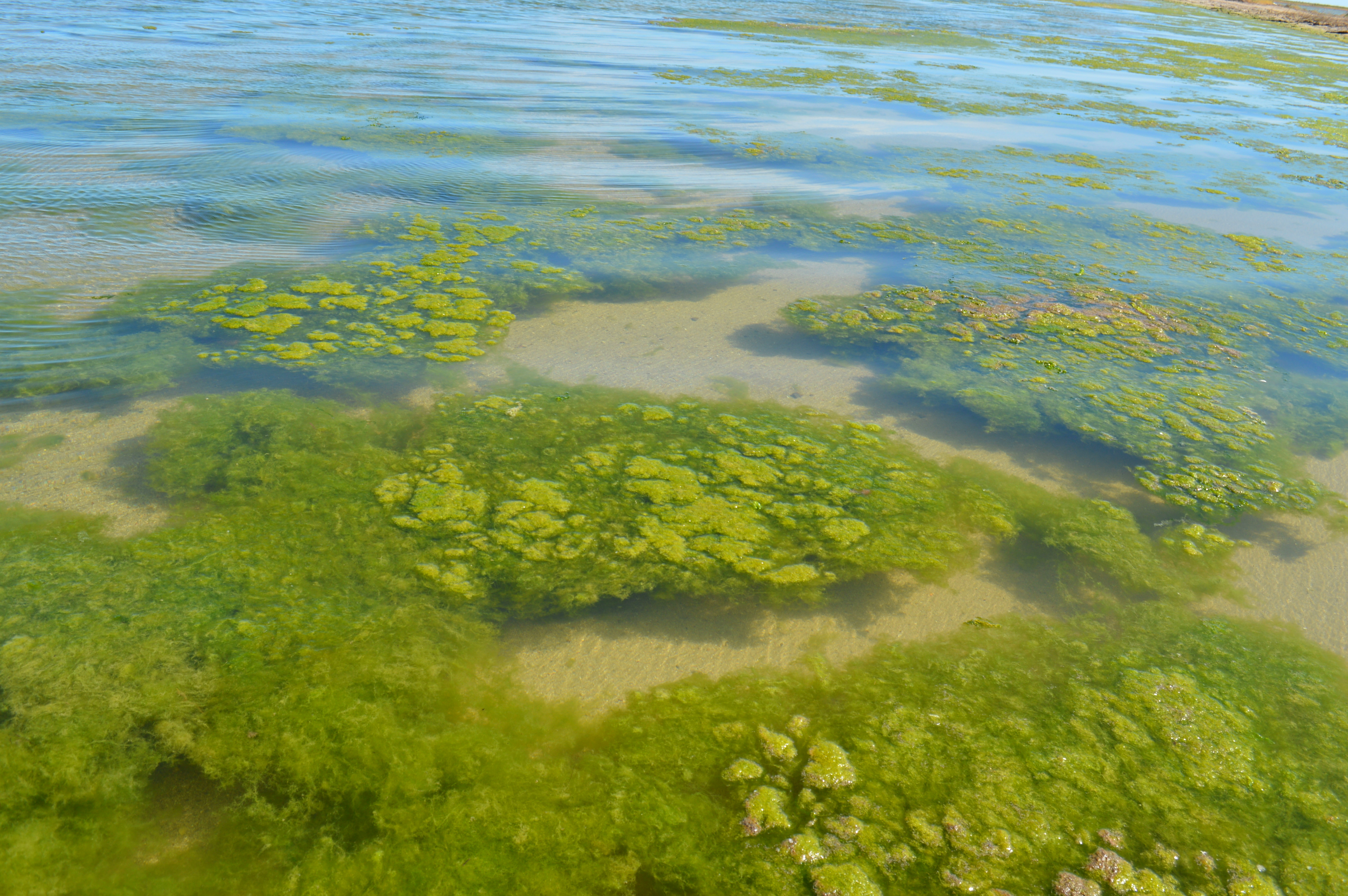
Водорості в заказнику
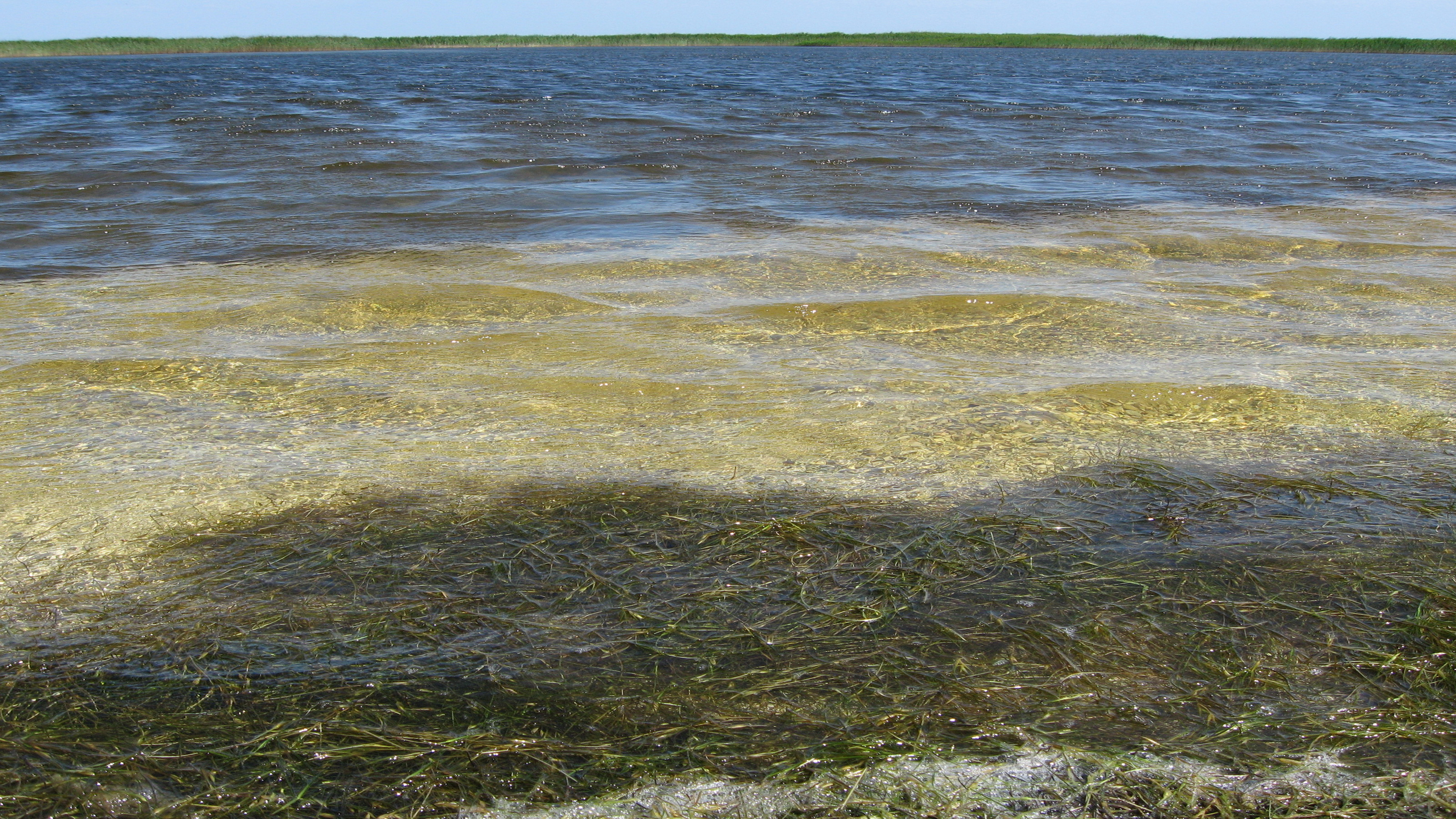
Приморська літоральна рослинність
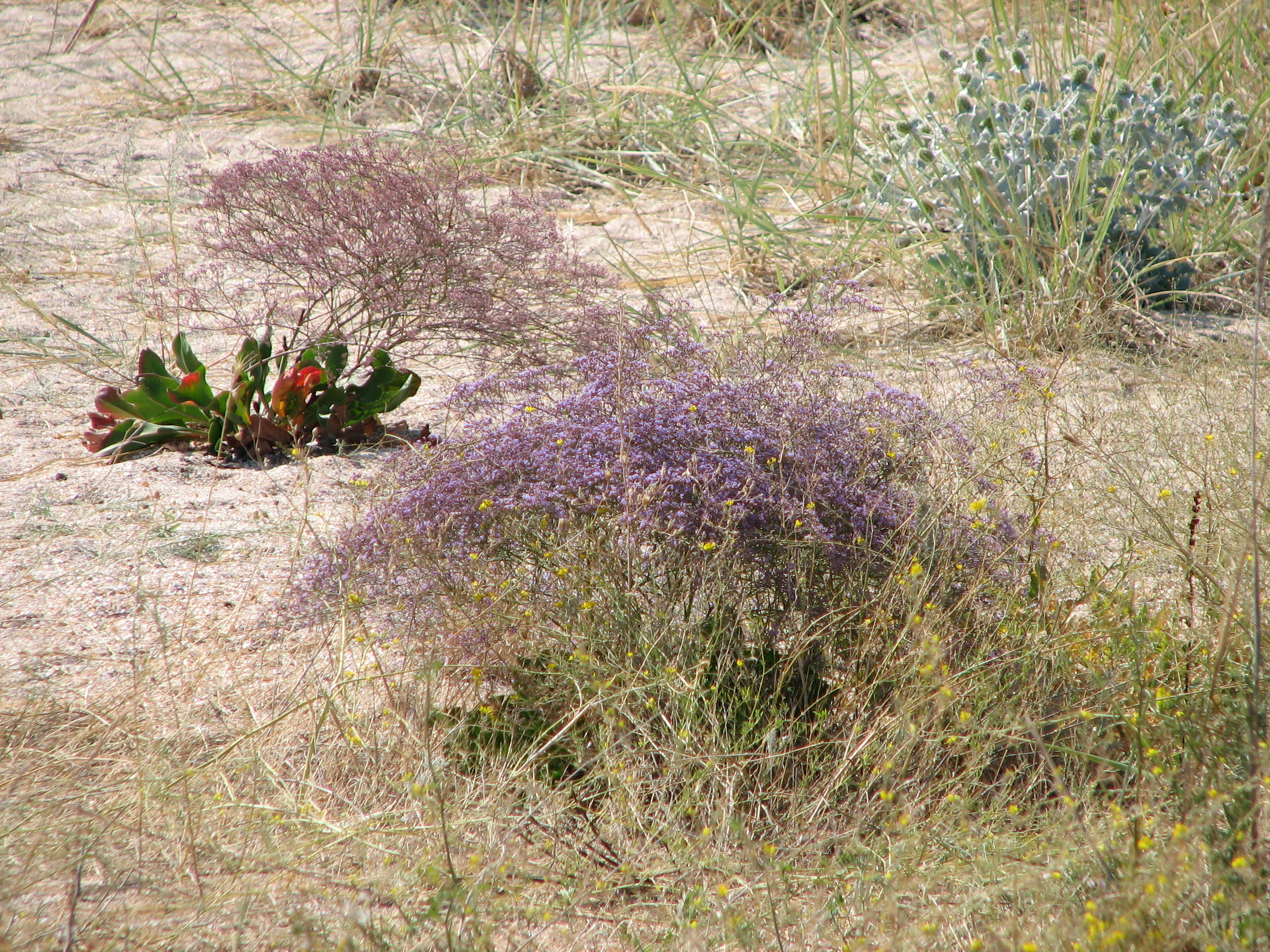
Піонерна галофітна рослинність
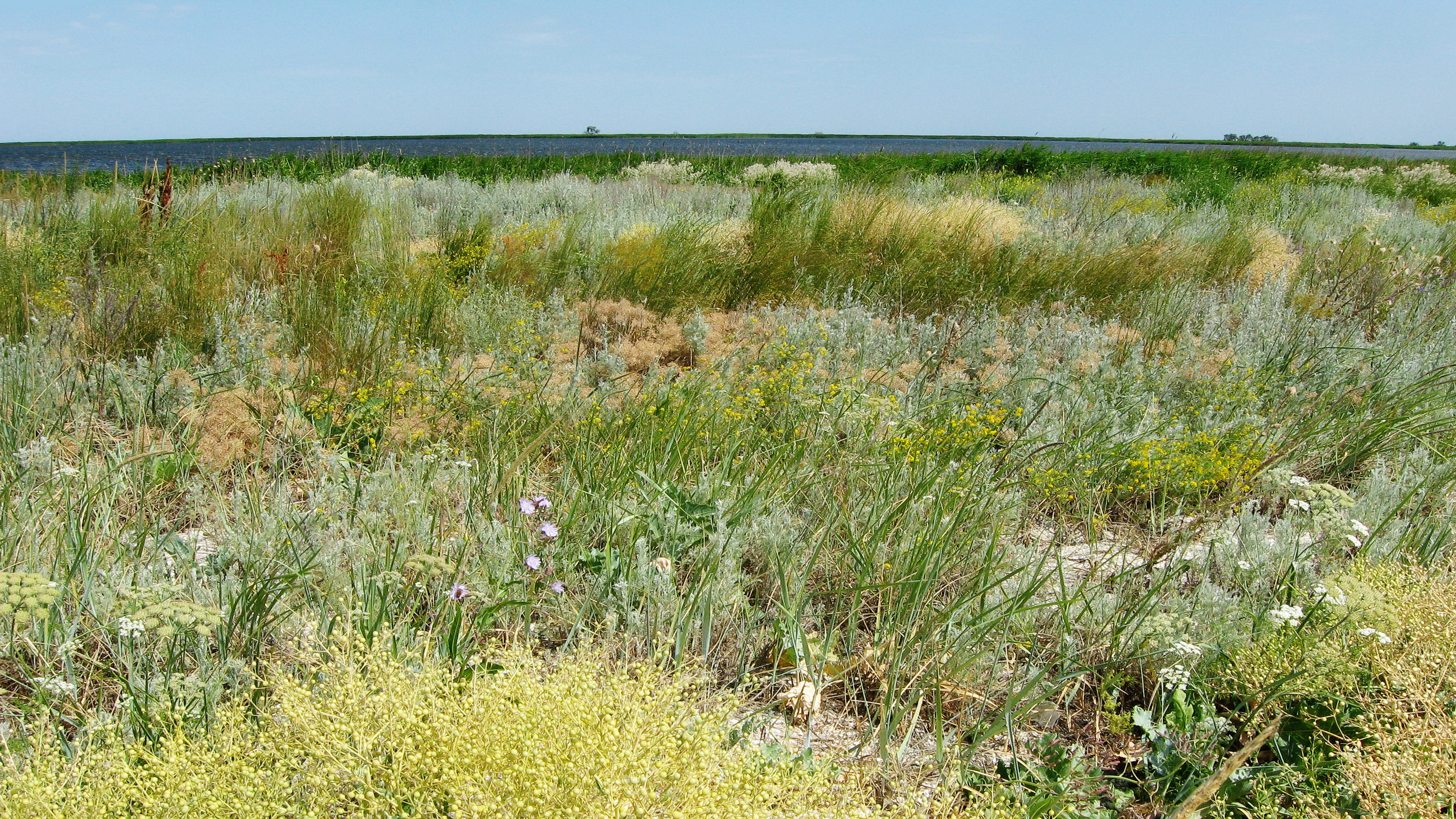
Суха приморська лука

З деревно-чагарникової рослинності трапляються штучні захисні насадження (на площі близько 200 га) з маслинки вузьколистої, робінії звичайної, в'язу гладкого, сосни кримської, тамариксу стрункого. 
Багатий тваринний світ: тут налічується 14 видів ссавців, близько 100 видів птахів. Між косою та острівцями — нерестилища цінних видів морських риб. Місце гніздування птахів, а також відпочинку під час сезонних міграцій. Так, тільки на гніздуванні в деякі роки тут відмічається до 30 тис. пар птахів, а під час міграції чисельність птахів досягає 200 тис. особин щоденно. В останні десятиріччя Обитічна коса також відіграє важливу роль у сезонних міграціях кажанів.

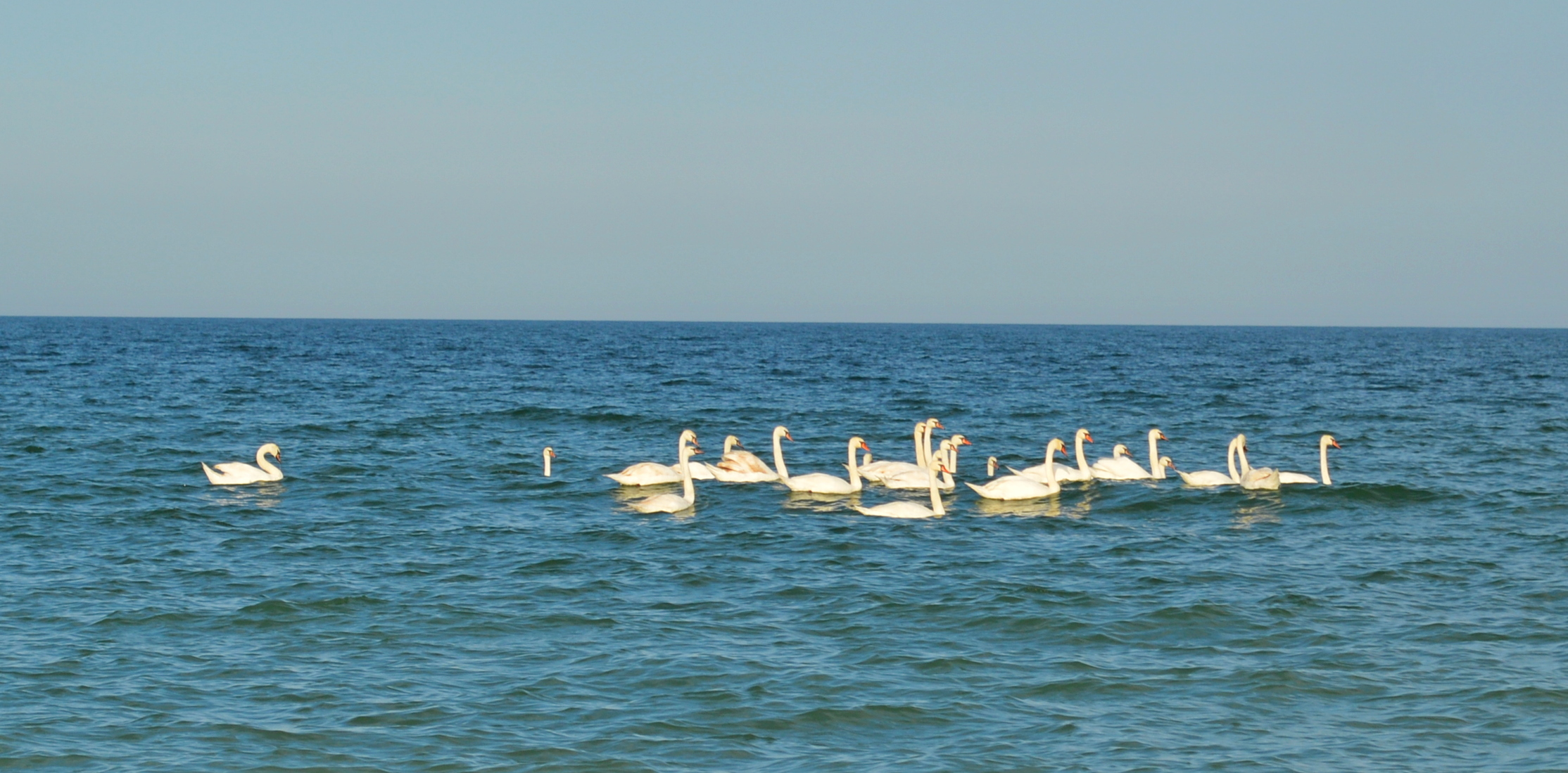
Лебеді на косі
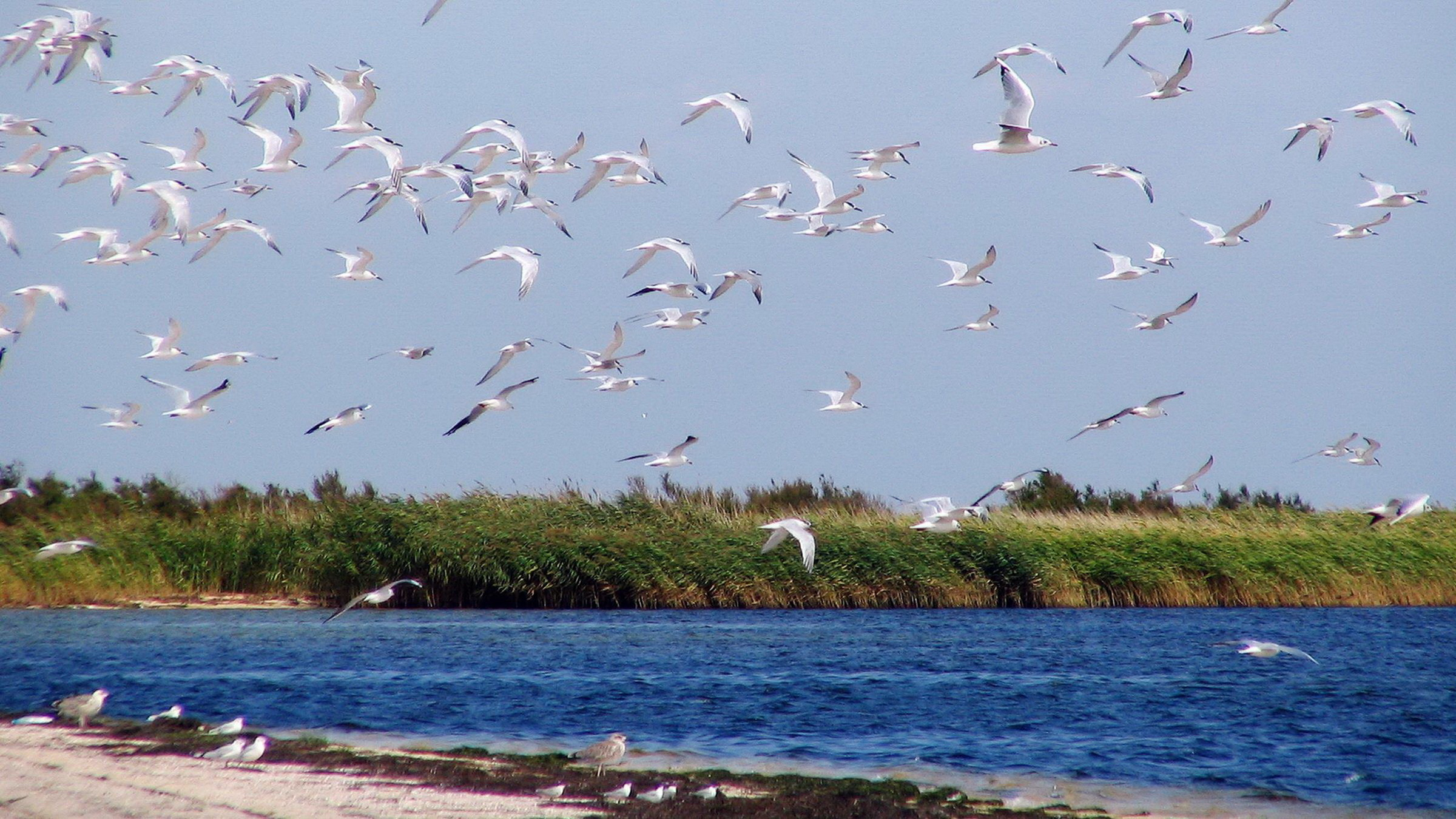
Крячки
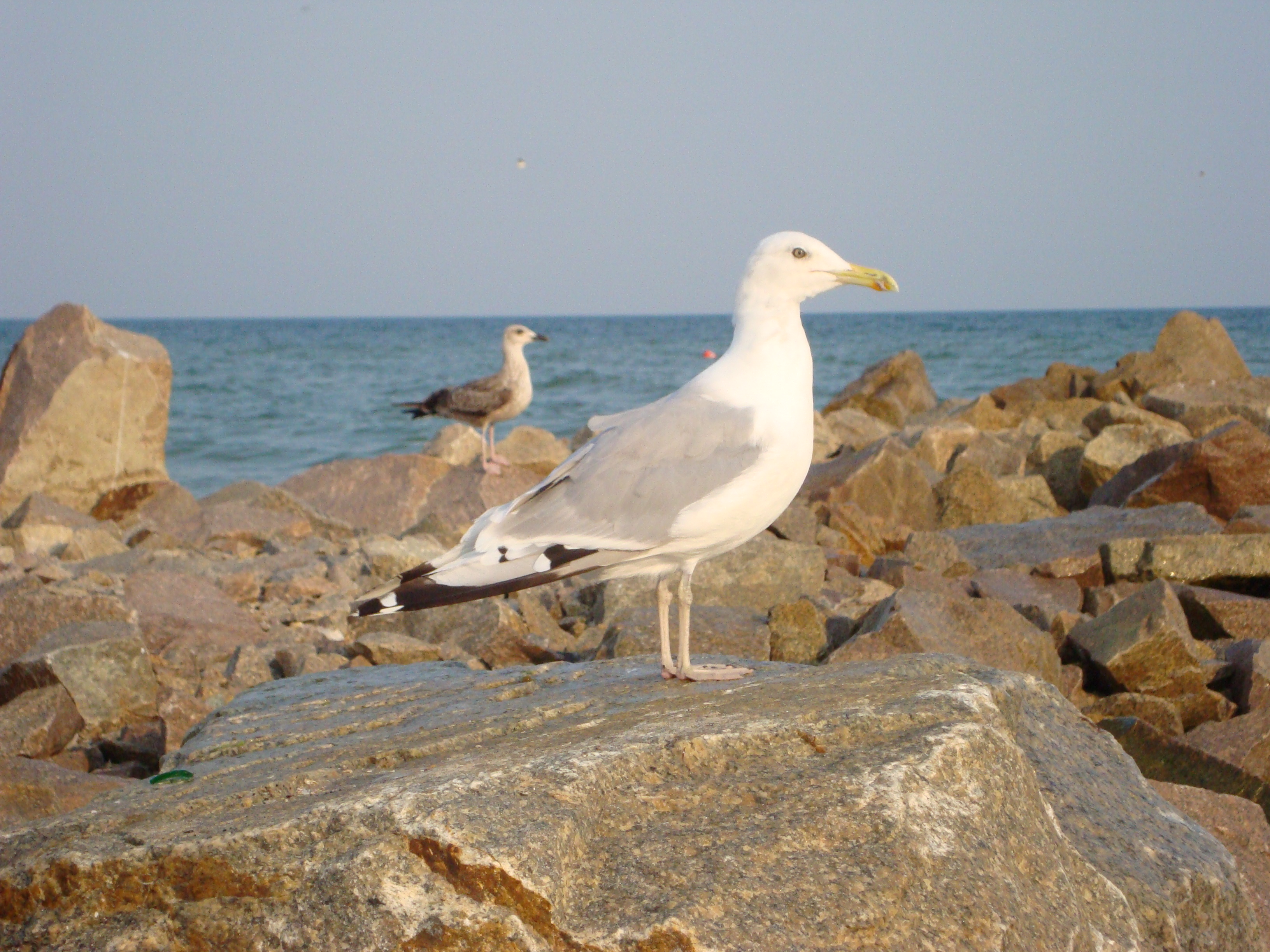
Мартини
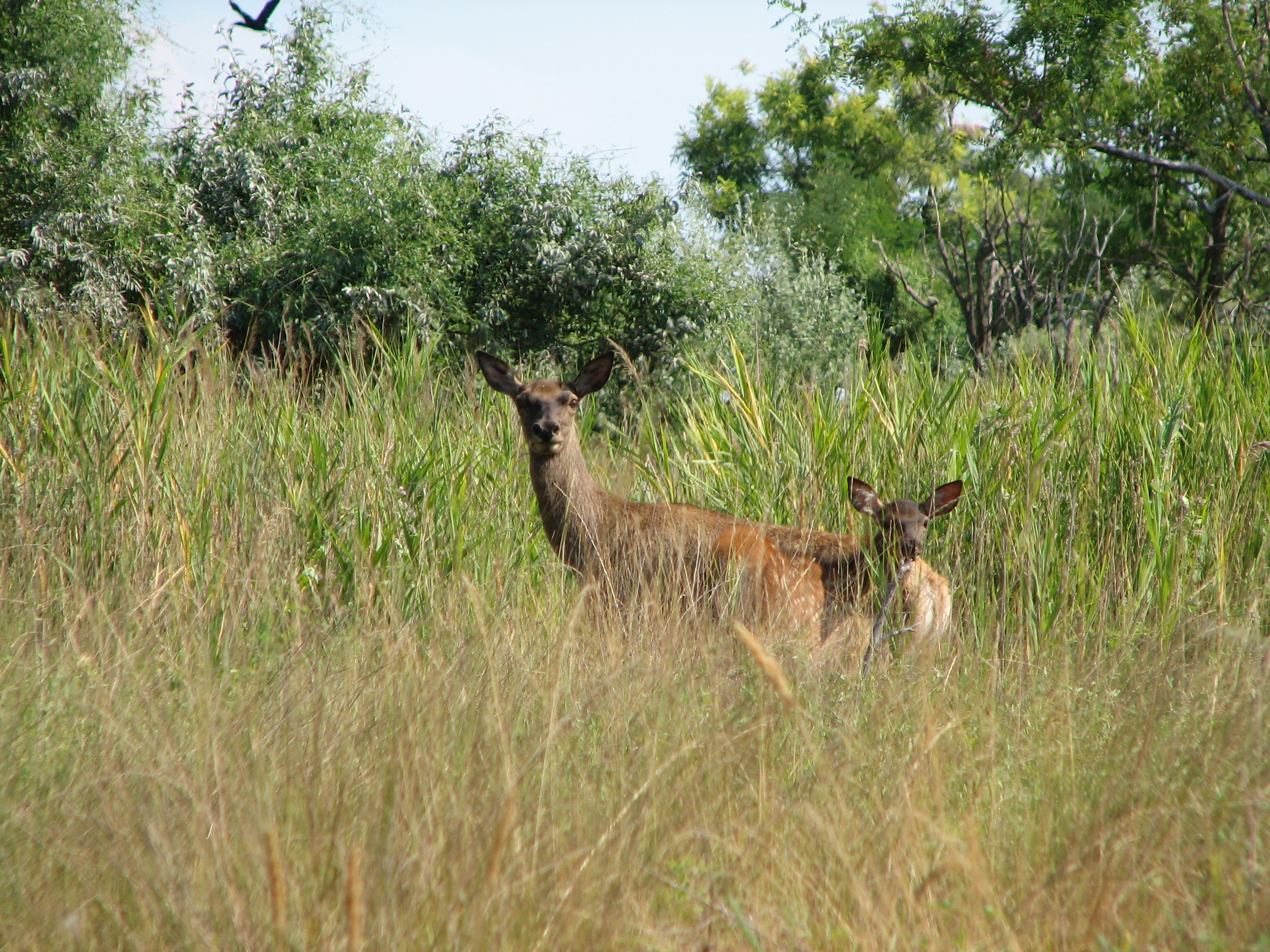
Олені

Зважаючи на природоохоронну значимість заказника планувалось включення його до складу Приазовського національного природного парку. Проміжним рішенням можна вважати рішення про створення гідрологічного заказника «Приморський». Так, Указом Президента України від 11.04.2019 р. №132/2019 смуга акваторії Азовського моря в адміністративних межах Приморського району включно із затокою Обитічна увійшла до складу гідрологічного заказника загальнодержавного значення «Приморський». Заказник створено з метою збереження та відтворення біорізноманіття акваторії Азовського моря, водно-болотного угіддя міжнародного значення «Обитічна коса та Обитічна затока» і передано під охорону Приазовському національному природному парку.
Не зважаючи на інтенсивне господарське використання території в минулому, у межах заказника збереглись унікальні приморські екосистеми і зустрічається ряд раритетних видів та угруповань рослин і тварин, занесених до Червоної книги України, Зеленої книги України та інших природоохоронних документів.

## Галерея

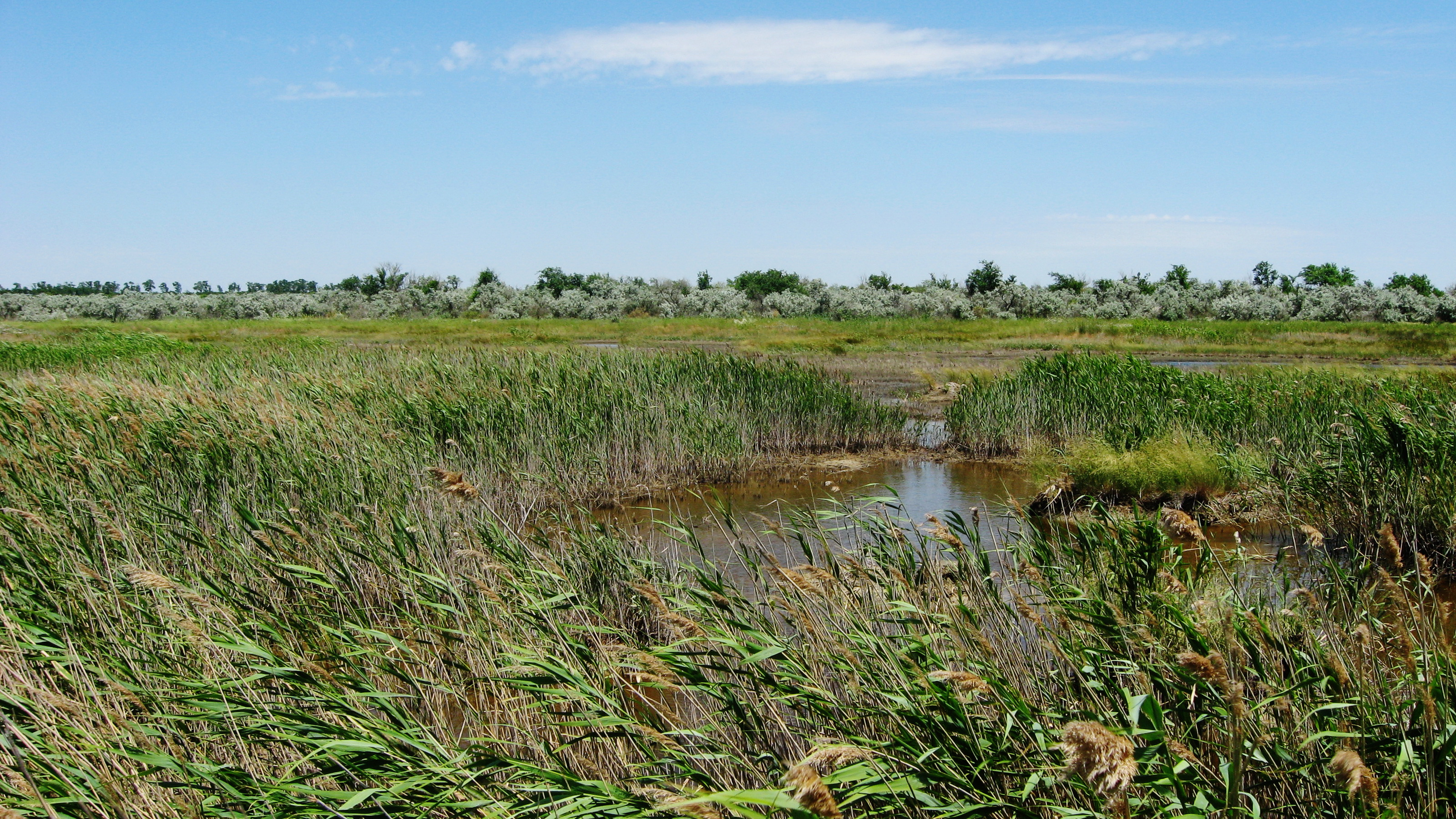
Солоні озера і болота в основі коси
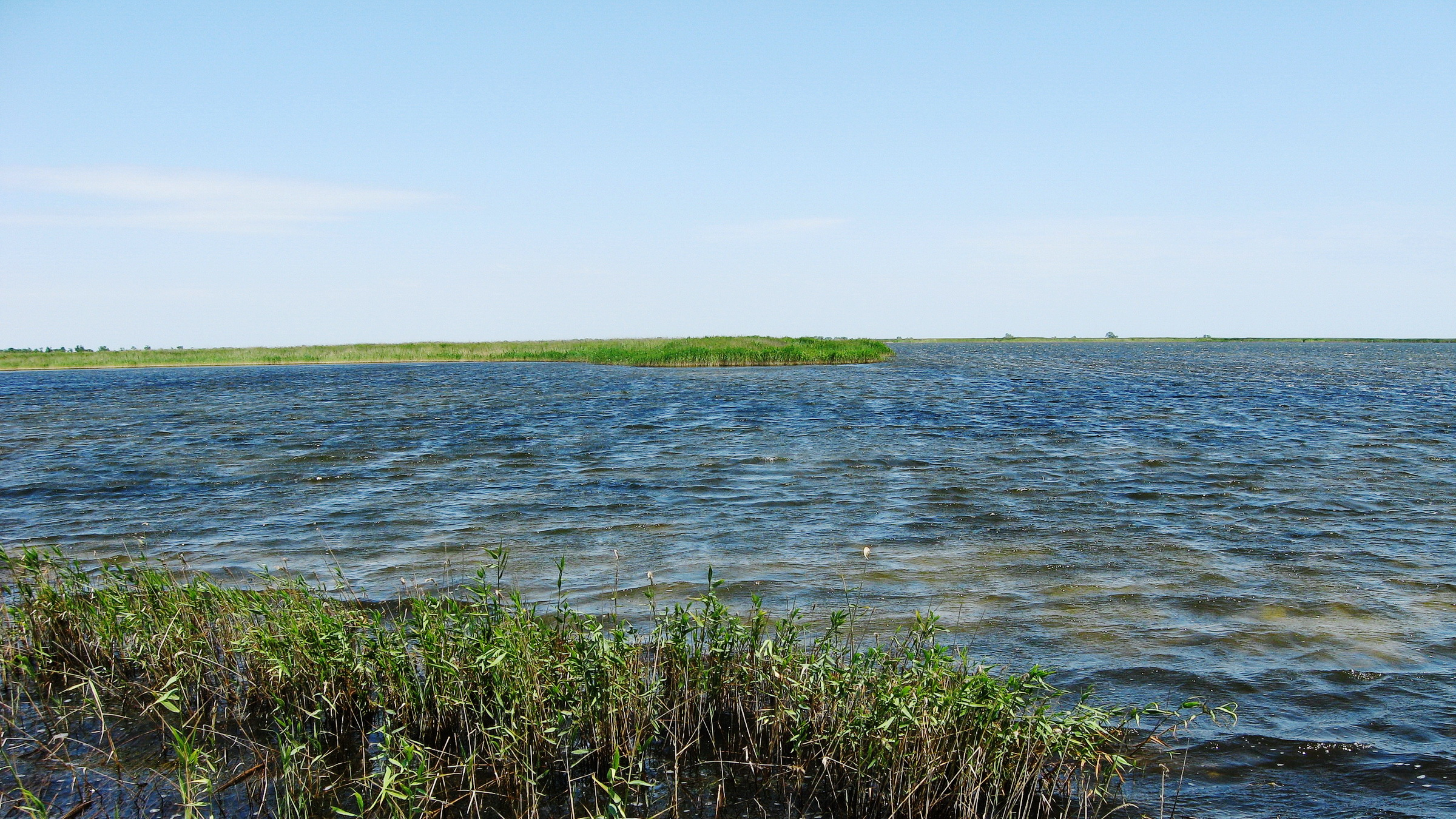
Вид на Обитічну затоку
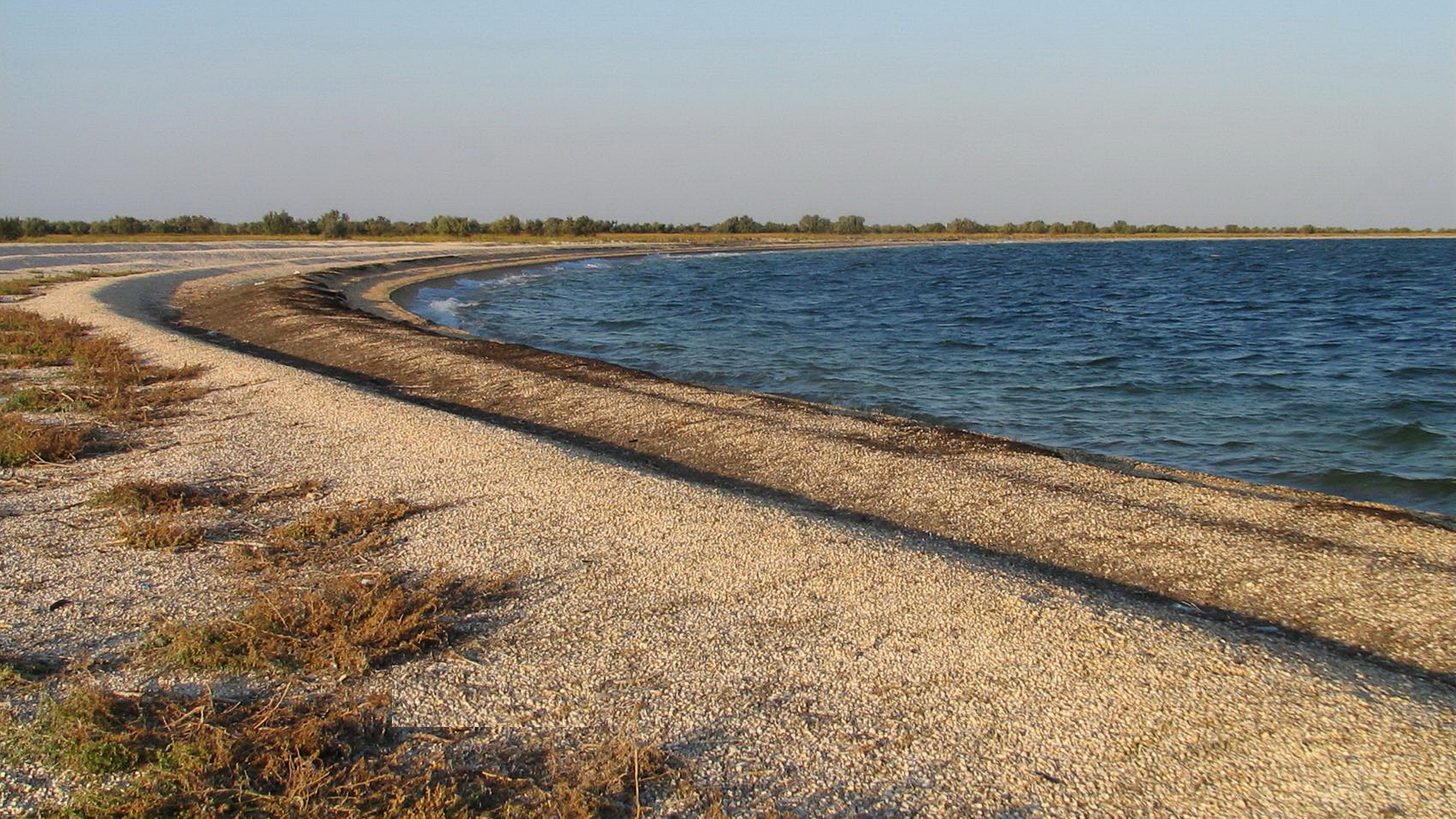
Піщано-черепашкові вали
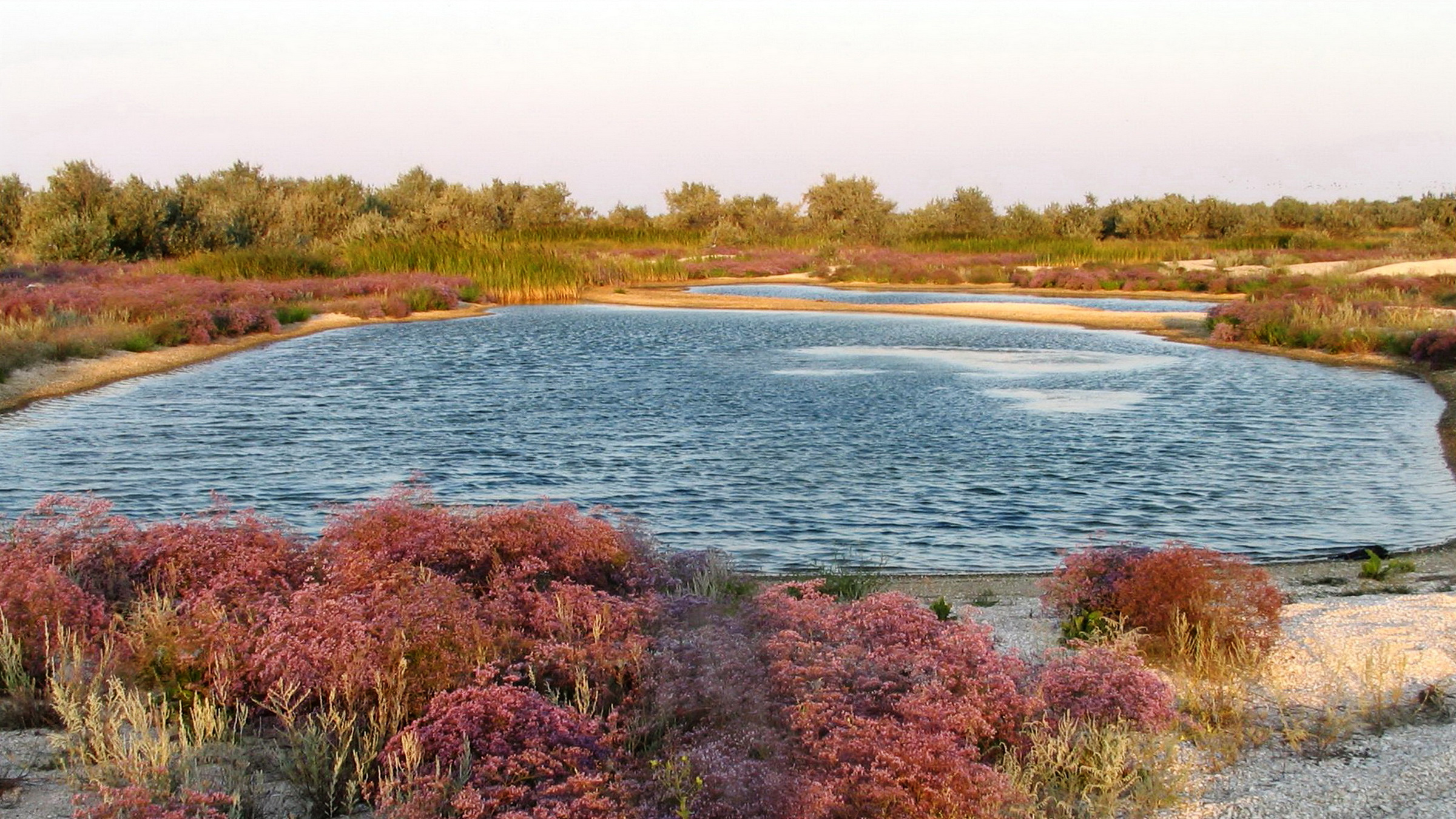
Солоне озеро

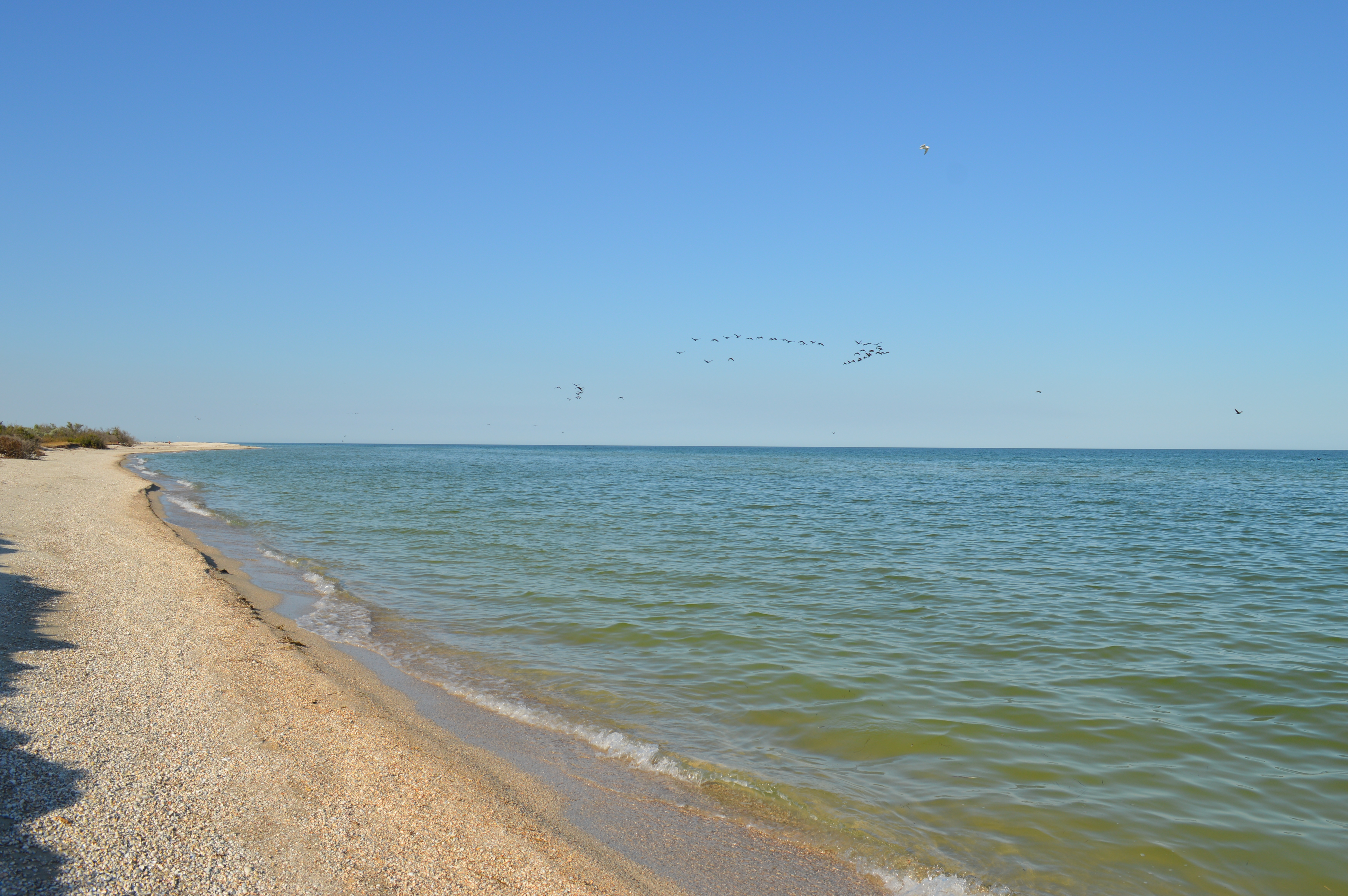
Краєвид
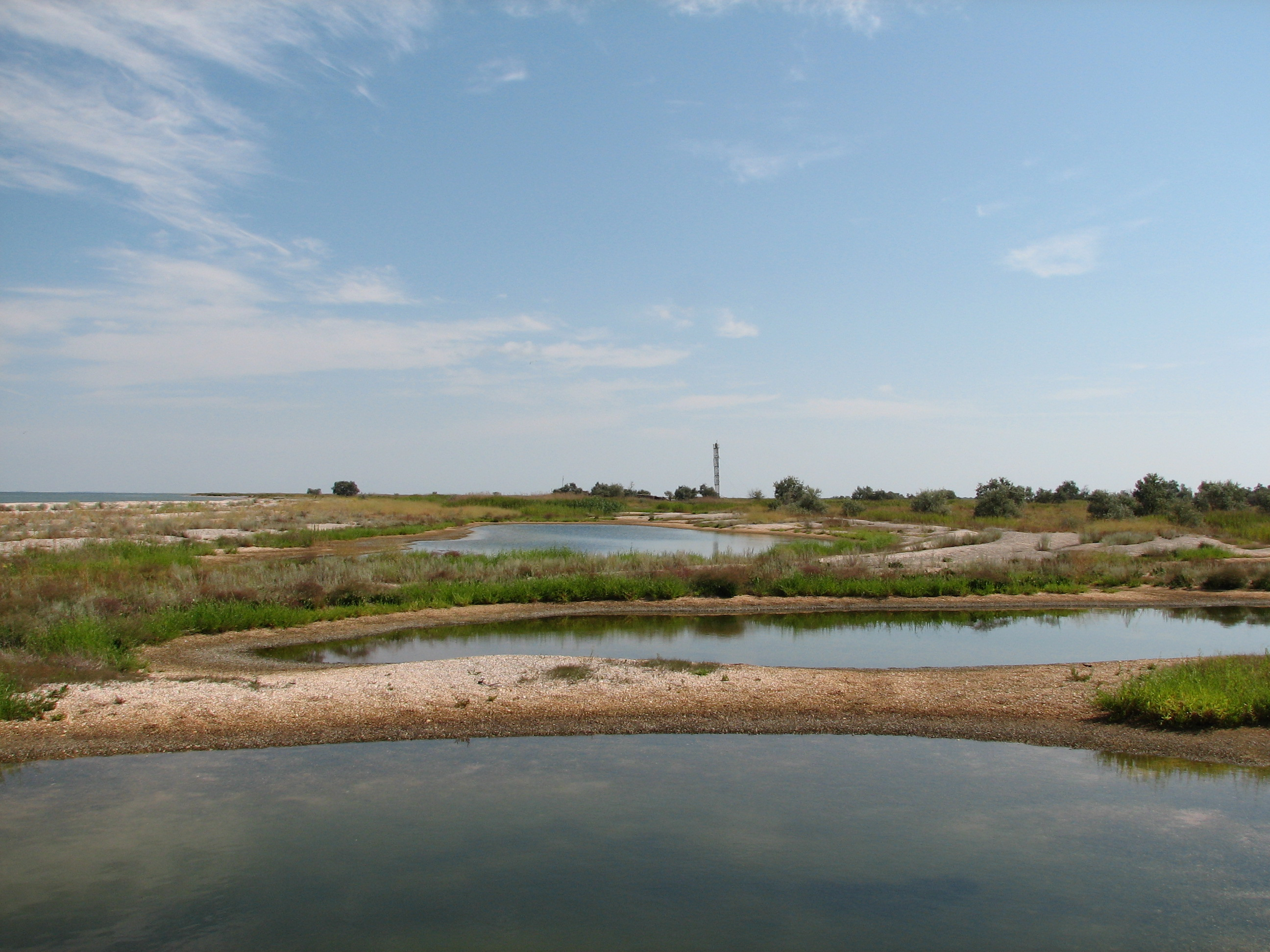
Оголовок коси
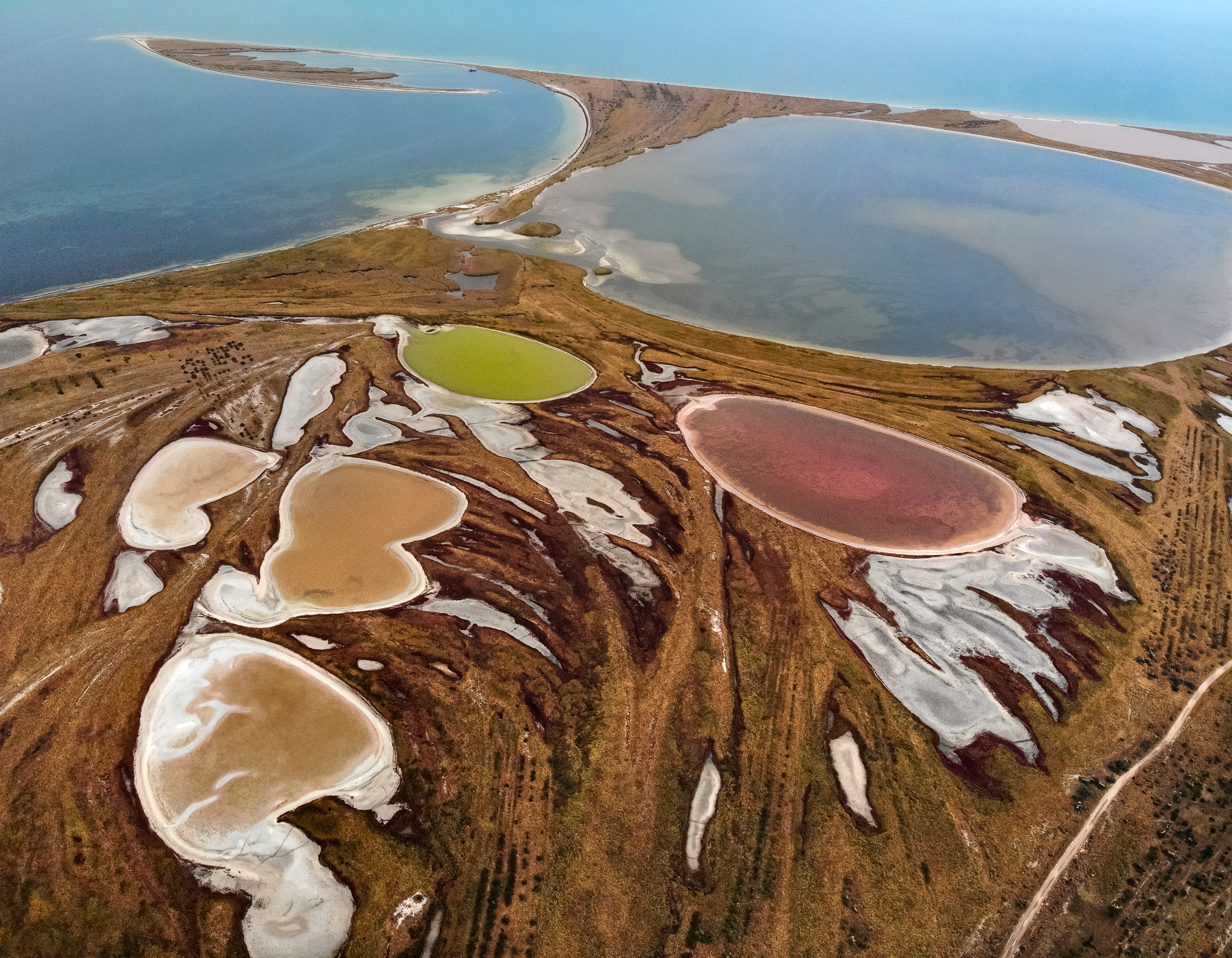
Вид із висоти
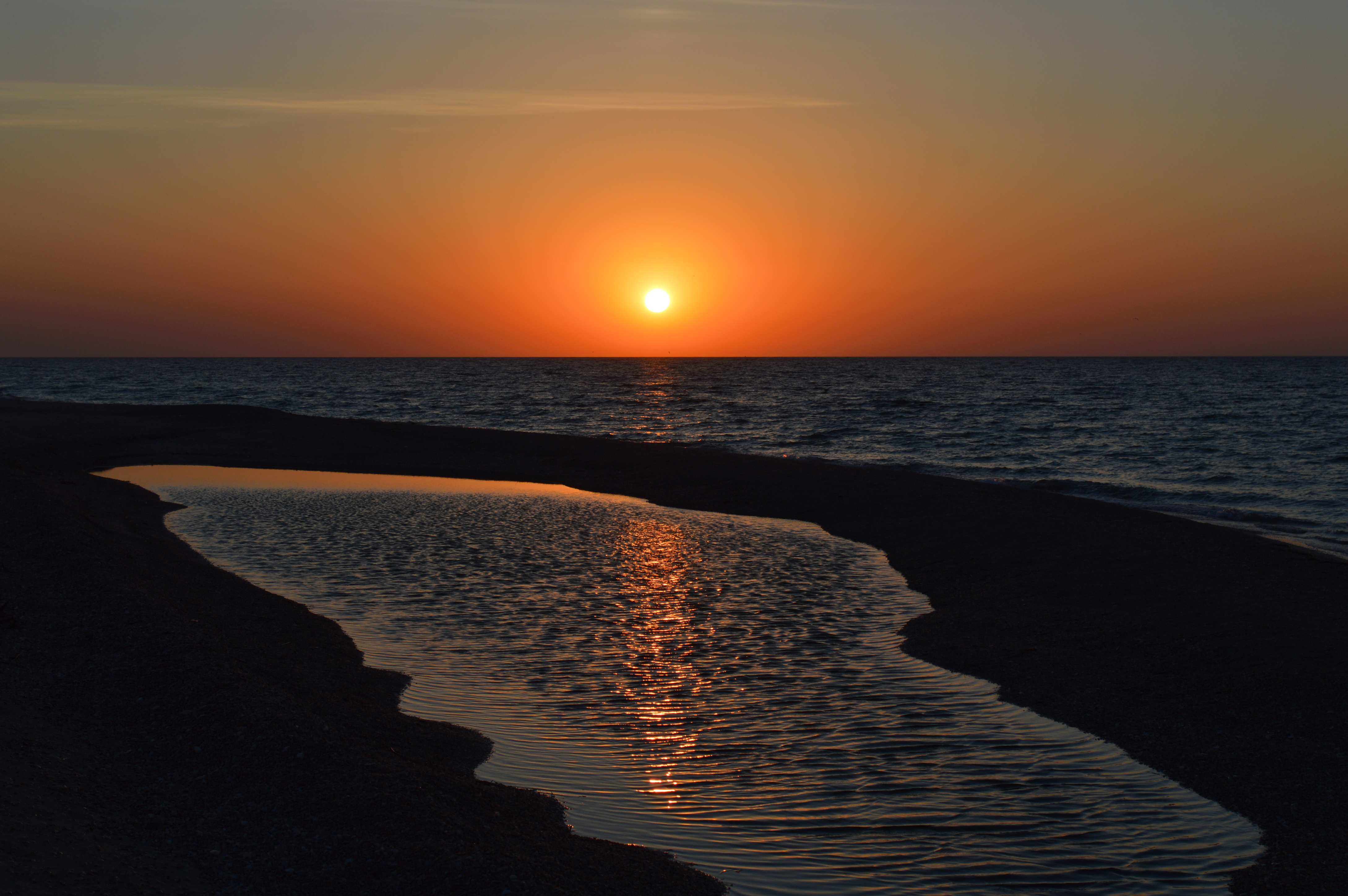
Ранок на косі